# Liste der Biografien/Vo
Liste der Biografien |
Portal Biografien |
Personensuche
# |
A |
B |
C |
D |
E |
F |
G |
H |
I |
J |
K |
L |
M |
N |
O |
P |
Q |
R |
S |
T |
U |
V |
W |
X |
Y |
Z |
?
 
Va |
Ve |
Vh |
Vi |
Vj |
Vl |
Vn |
Vo |
Vr |
Vs |
Vt |
Vu |
Vy
 
Voa |
Vob |
Voc |
Vod |
Voe |
Vof |
Vog |
Voh |
Voi |
Voj |
Vok |
Vol |
Vom |
Von |
Voo |
Vop |
Vor |
Vos |
Vot |
Vou |
Vov |
Vow |
Vox |
Voy |
Voz
Die Liste der Biografien führt alle Personen auf, die in der deutschsprachigen Wikipedia einen Artikel haben. Dieses ist eine Teilliste mit 9 Einträgen von Personen, deren Namen mit den Buchstaben „Vo“ beginnt.

## Vo
- Võ Thị Sáu (1933–1952), vietnamesische Schülerin
- Võ Văn Kiệt (1922–2008), vietnamesischer Politiker, Premierminister
- Võ Văn Thưởng (* 1970), vietnamesischer Politiker, Präsident Vietnams
- Vo, Andrew, US-amerikanischer Schauspieler
- Võ, Chí Công (1912–2011), vietnamesischer kommunistischer Politiker, Staatspräsident
- Võ, Danh (* 1975), dänischer Performance- und Konzeptkünstler
- Võ, Nguyên Giáp (1911–2013), vietnamesischer General und GuerillakämpferVõ Nguyên Giáp (1911–2013)

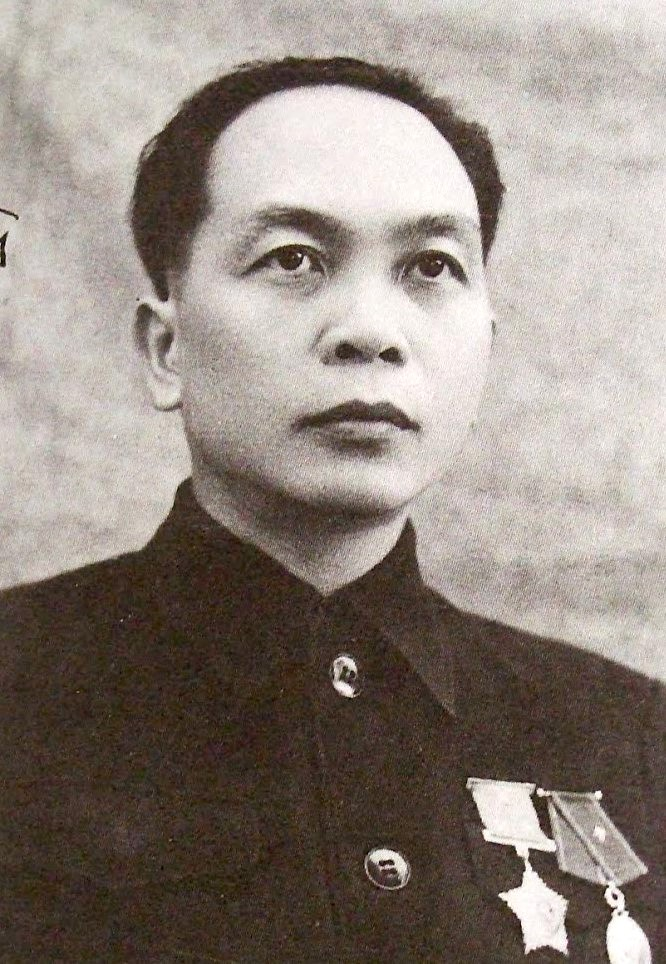
Võ Nguyên Giáp (1911–2013)

- Võ, Quý (1929–2017), vietnamesischer Ornithologe und Hochschullehrer
- Vo, Synne (* 1998), norwegische Sängerin